# Convenio de Ciudad del Cabo
El Convenio de Ciudad del Cabo relativo a garantías internacionales sobre elementos de equipo móvil, o Convenio de Ciudad del Cabo, es un tratado internacional que tiene por objeto normalizar las transacciones relacionadas con bienes muebles. El tratado crea estándares internacionales para la inscripción de los contratos de venta (incluidos los organismos de inscripción dedicados), las garantías reales (retenciones), los contratos de arrendamiento y de venta condicional, y diversos recursos jurídicos por incumplimiento de los acuerdos de financiación, incluida la recuperación de la posesión y el efecto de las leyes de quiebra de determinados Estados.
Cuatro protocolos de la convención son específicos para cuatro tipos de equipos móviles: equipo aeronáutico (aeronaves y motores de aeronaves; firmado en 2001), material rodante ferroviario (firmado en 2007), bienes espaciales (firmado en 2012) y equipo minero, agrícola y de construcción (firmado en 2019). El protocolo sobre aeronaves entró en vigor en 2006, mientras que los demás no están en vigor.
El tratado fue el resultado de una conferencia diplomática celebrada en Ciudad del Cabo (Sudáfrica) en 2001. Asistieron a la conferencia 68 países y 14 organizaciones internacionales. Un total de 53 países firmaron la resolución en la que se proponía el tratado. El tratado entró en vigor el 1 de abril de 2004 y ha sido ratificado por 57 partes. El Protocolo sobre aeronaves (que se aplica específicamente a las aeronaves y los motores de aeronaves) entró en vigor el 1 de marzo de 2006, cuando fue ratificado por ocho países: Estados Unidos, Etiopía, Irlanda, Malasia, Nigeria, Omán, Panamá y Pakistán. 